# Open Nederlandse kampioenschappen marathonschaatsen op natuurijs 2006
Het Open NK op natuurijs 2006 is een schaatswedstrijd op natuurijs die op 26 januari 2006 werd verreden op de dichtgevroren Weissensee in Oostenrijk.
Voor de mannen ging de wedstrijd over 100 kilometer in 2 uur en 26 minuten. Het kwam aan op een sprint waarin Jan Maarten Heideman de snelste bleek. Hij bleef Lars Hoogenboom en Ard Alderts voor, die daarmee het podium completeerden. Het was voor Heideman de zesde nationale titel die hij in de wacht sleep. Drie daarvan behaalde hij op kunstijs, de overige drie op natuurijs.
De dameswedstrijd ging over 60 kilometer en ging in een tijd van 1 uur en 39 minuten. De winnares was Daniëlle Bekkering die de prestigieuze wedstrijd voor de vierde maal op rij wist te winnen. In de massasprint kwam ze eerder over de finish dan Linda Verdouw en Jolanda Langeland.

## Uitslag

### Mannen
| #      | Rijder               | Tijd    |
| ------ | -------------------- | ------- |
| Goud   | Jan Maarten Heideman | 2:26.00 |
| Zilver | Lars Hoogenboom      |         |
| Brons  | Ard Alderts          |         |
| 4.     | Andres Landman       |         |
| 5.     | Rob van Meggelen     |         |
| 6.     | Henk Angenent        |         |
| 7.     | Ruud Borst           |         |
| 8.     | Joost Vink           |         |

### Vrouwen
| #      | Rijdster               | Tijd    |
| ------ | ---------------------- | ------- |
| Goud   | Daniëlle Bekkering     | 1:39.00 |
| Zilver | Linda Verdouw          |         |
| Brons  | Jolanda Langeland      |         |
| 4.     | Maria Sterk            |         |
| 5.     | Friederieke Gehring    |         |
| 6.     | Jenita Hulzebosch-Smit |         |
| 7.     | Marleen Elstgeest      |         |
| 8.     | Yasmin van Benthem     |         |